# 北新屯乡
北新屯乡，是中华人民共和国河北省张家口万全区下辖的一个乡镇级行政单位。

## 行政区划
北新屯乡下辖以下地区：
北堡村、温北沟村、乐田湾村、马连滩村、秦家窑村、罗全洼村、宋家窑村、何显庄村、代家房村、顾家沟村、窑儿湾村、红旗沟村、新河口村、大麻坪村、小麻坪村、庙儿沟村、红土沟村、豆茬沟村、水泉沟村、柳东河村、西永丰堡村、永安堡村、刘虎庄村、羊棚庄村、东柳林村和北新屯村。